# Macrophage associé aux tumeurs
Au sens strict, les macrophages associés aux tumeurs ne sont pas toujours considérés comme un sous-ensemble supplémentaire de macrophages car ces cellules n'existent pas à l'état normal mais sont observées dans de nombreuses tumeurs. Les macrophages associés au cancer sont des macrophages associés à un contexte pathologique spécifique et leur statut de polarisation spécifique a fait l'objet d'études approfondies soutenant les macrophages associés au cancer en tant que macrophages de type M2. Cependant, il existe également des preuves expérimentales proposant non seulement le macrophages associés au cancer comme une population myéloïde M2 unique et distincte, mais partageant également la polarisation des signatures M1 et M2 ,,. Le passage des macrophages M2 vers le phénotype M1 a été proposé comme approche thérapeutique.
Le microenvironnement des tumeurs solides, libèrent de nombreuses chimiokines qui induisent le recrutement de monocytes circulants, qui peuvent se différencier en macrophage associé au cancer et sont fréquemment retrouvés dans les tumeurs formant le principal composant cellulaire immunitaire. Le macrophage associé au cancer interviendrait dans l' angiogenèse, la lymphogenèse, le remodelage du stroma, la tolérance immunitaire à la tumeur et dans la propagation des métastases. Le macrophage associé au cancer libère différentes enzymes comprenant la plasmine, l'urokinase, les métalloprotéinases matricielles et la cathepsine B, contribuant au caractère invasif et aux métastases des cellules tumorales,. Ces cellules s'accumulent dans les tumeurs, principalement dans les régions nécrotiques, et sont associées à un mauvais pronostic,.

## Polarisation vers le profil associé au cancer
La cascade d’événements aboutissant au macrophage associé aux tumeurs n’est pas encore tout à fait claire. Les macrophages associés au cancer au repos sont caractérisés par une expression élevée de CCL2, CCL5 et d'interleukine-10 et par des marqueurs moléculaires de surface tels que MGL1, la dectine-1, le CD81, le complexe majeur d'histocompatibilité de classe II et le récepteur éboueur A,. La voie d'activation des macrophages associés eu tumeur améliore le IRF3, le STAT1 et la libération de CCL2, CCL3, CCL5, l'interleukine 10 et de façon beaucoup moins importante de l'interleukine 12, ainsi que d'autres molécules telles que la prostaglandine E2 et le facteur de croissance épidermique,. Cependant, lorsque les macrophages associés au cancer étaient cultivés dans des conditions standards (en dehors du microenvironnement tumoral), ils récupéraient la capacité d’exprimer de façon importante l’interleukine 12 et le facteur de nécrose tumorale aboutissant à un macrophage plus agressive vis à vis des cellules cancéreuses. Ces données suggèrent que l'environnement tumoral incite le macrophage associé au cancer à maintenir un état de tolérance et, par conséquent, peut atténuer les réponses des cytokines des macrophages.
Les connaissances sont très restreintes sur la manière dont un précurseur monocytaire peut générer la coexistence des marqueurs macrophage M1 et macrophage M2 dans un même macrophage associé aux tumeurs. Le pool de monocytes infiltrant la tumeur est principalement composé de monocyte positifs pour lymphocyte antigen 6 (Ly6C) et pour le récepteur de chemokine CX3C et a suggéré que les monocytes avec une expression importante  de Ly6C étaient des précurseurs directs du macrophage associé aux tumeurs. Il existerait une autre population de macrophage associé aux tumeurs en fonction de l'intensité de l'expression du complexe majeur d’histocompatibilité de classe II et de la suppression de la prolifération des lymphocytes T : (1) le macrophage associé aux tumeurs exprimant fortement le complexe majeur d'histocompatibilité de classe II et supprimant la prolifération à l'aide d'une voie impliquant l'oxyde nitrique synthase et (2) le macrophage associé aux tumeurs exprimant faiblement le complexe majeur d'histocompatibilité de classe II supprimant la prolifération par une voie indépendante de l'oxyde nitrique synthase.
STAT3 est impliqué dans la différenciation des macrophages M2 ; cependant, STAT3 participe également aux fonctions des macrophages associés au tumeur. STAT3 est nécessaire à l'expression de dendritic dell-specific intercellular adhesion molecule-3-grabbing hon-integrin (DC-SIGN) sur les macrophages qui pourraient favoriser la progression tumorale car ces cellules libérant de l'interleukine 10 (interleukine anti-inflammatoire) favorisent le maintien d'un STAT3 activé dans un contexte tumoral. Dans un modèle de carcinome hépatocellulaire, il a été démontré que le macrophage associé aux tumeurs sécrète de l'interleukine 6 activant STAT3 dans les cellules du carcinome hépatocellulaire et favorisant l'expansion des cellules souches cancéreuses. Ainsi, ces données indiquent que STAT3 participe de manière significative à la progression tumorale et pourrait être considérée comme une molécule cible pour le traitement anticancéreux.
| Molécules                                         | Macrophage M1 | Macrophage M2                                                                    | Macrophage associé au cancer     |
| ------------------------------------------------- | --- | -------------------------------------------------------------------------------- | -------------------------------- |
| Oxyde nitrique synthase                           | Augmenté | Absente                                                                          | Présente                         |
| Complexe majeur d'histocompatibilité de classe II | Augmenté | Diminué                                                                          | Diminué                          |
| CD163                                             | Absente | Présente                                                                         | Présente                         |
| CD200R                                            | Absente | Présente                                                                         | Absente                          |
| Macrophage galactose-type lectin                  | Diminué | Augmenté                                                                         | Augmenté                         |
| Stimulus                                          | Interféron gamma, les lipopolysaccharides (composant de la paroi des bactéries gram-négatifs), le facteur stimulant les colonies de granulocytes et de macrophages | Interleukine 4, interleukine 13, Helminthe, Macrophage colony-stimulating factor | Microenvironnement tumoral       |
| Arginase 1                                        | Absente | Augmentée                                                                        | Présente                         |
| Production de cytokine                            | Interleukine 18,Interleukine 1, Interleukine 12, Facteur de nécrose tumorale                                                                                       | Interleukine 10, Interleukine 12(peu)                                            | Interleukine 10, TGF, CCL2, CCL5 |
| Protéines STAT                                    | STAT1, STAT2 | STAT3, STAT6                                                                     | STAT1                            |
| Facteur de régulation de l'interfèron             | IRF5 | IRF4                                                                             | IRF3                             |
| Voie d'activation NF-kB                           | p65 | p65                                                                              | p50                              |
| Voie de signalisation PI3K/AKT                    | Présente | Présente                                                                         | Présente                         |
| Gènes                                             | |                                                                                  |                                  |

## Rôle dans le cancer

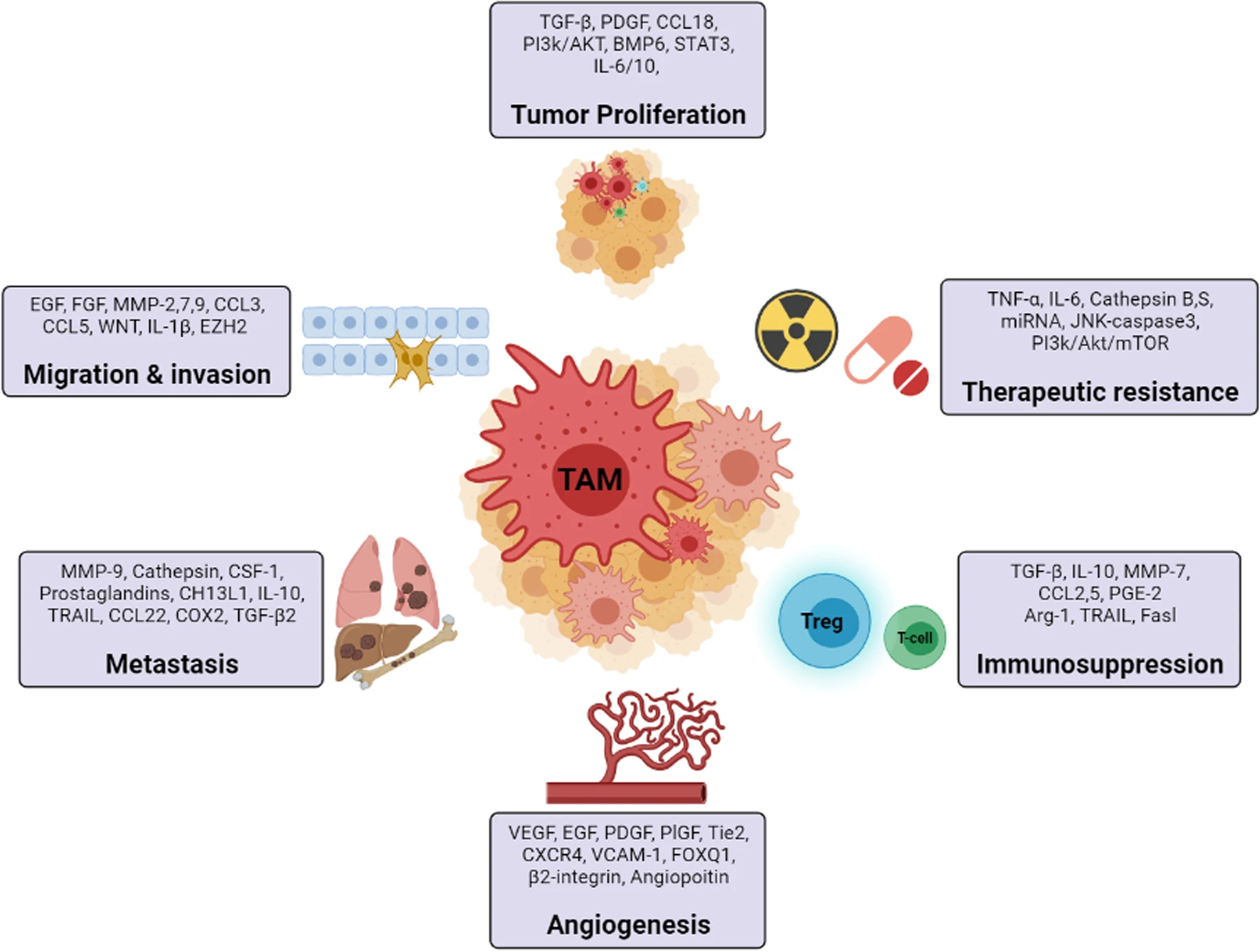
Les différents rôles du macrophage associés aux tumeurs dans le cancer et les médiateurs impliqués dans ces différents rôles.

Au cours des dernières décennies, les macrophages associés au tumeur ont attiré beaucoup d’attention en raison de leur magnifique capacité à restreindre ou à faciliter le développement de tumeurs. En accord avec leur fort impact protumorigène, l'infiltration de macrophages associés au tumeur est fréquemment associée à un mauvais pronostic et à une survie courte dans divers cancers,,. De nombreuses études ont rapporté qu'une densité plus élevée de macrophages de type M2 est associée à une prolifération accrue des cellules tumorales, à une vascularisation, à une suppression immunitaire, à une résistance aux médicaments, à une malignité histologique induite et à un mauvais pronostic clinique,. Il devrait être évident qu'en raison de leur nature hétérogène, l'impact des macrophages associés au tumeur sur le développement tumoral peut fluctuer et être déterminé par la diversité des micro-environnement tumoraux.

### Dans la prolifération tumorale
Durant l'homéostasie, toute inflammation n'est pas bénéfique et une inflammation persistante favorise la transformation cancéreuse des cellules. Lors de l’initiation du cancer, les macrophages résidents sont complétés par le recrutement de macrophages dérivés de monocytes dans le microenvironnement tumoral, ce qui entraîne une mosaïque de diversité ontogène dans les macrophages associés au tumeur qui sont encore modifiées, donnant lieu à une variabilité phénotypique et fonctionnelle dans diverses tumeurs,. Les macrophages associés au tumeur peuvent induire directement la prolifération des cellules cancéreuses en libérant des facteurs de croissance tels que le récepteur du facteur de croissance épidermique, qui favorisent la prolifération des cellules cancéreuses. La voie de signalisation Wnt induite par un nombre accru de macrophages infiltrants peut améliorer la croissance des cellules progénitrices de la tumeur dans le carcinome hépatocellulaire, et une déplétion spécifique des macrophages peut réduire la voie de signalisation Wnt et diminuer la croissance tumorale. Les TAM peuvent faciliter la progression tumorale en sécrétant divers médiateurs qui remodèlent le microenvironnement tumoral favorisant la tumeur. Un tel médiateur comprend diverses cytokines et facteurs de croissance qui induisent la prolifération et la migration cellulaires, des facteurs de croissance proangiogéniques tels que le facteur de croissance de l'endothélium vasculaire, le facteur de croissance dérivé des plaquettes (Platelet-derived growth factor ou PDGF), le facteur de croissance des fibroblastes (FGF) et le facteur de croissance transformant-β, des facteurs médiés par NF-kB qui protègent contre l'apoptose et des facteurs de croissance proangiogéniques, qui favorisent la migration des cellules cancéreuses et les métastases. La multiplication rapide des cellules tumorales entraîne un développement rapide de la masse tumorale, ce qui induit un besoin de nutriments et d'oxygène, entraînant l'établissement d'une néoangiogenèse avec une perméabilité vasculaire élevée qui contribue à la progression du cancer.

### Dans la dissémination tumorale
Environ 90 % des décès par cancer résultent de métastases. Les macrophages associés au tumeur se comportent indirectement en affectant différents types de cellules. Les macrophages de type 2 activés par les cytokines contribuent à la réparation et au remodelage des tissus. Les macrophages désintègrent la matrice extracellulaire en produisant des enzymes telles que les métalloprotéases matricielles, la cathepsine et de nombreux autres types de protéases, qui permettent aux cellules tumorales de s'échapper,. Pour favoriser les métastases, les macrophages associés au tumeur régulent positivement la sécrétion de cytokines immunosuppressives telles que l'IL-1ra en augmentant la souche tumorale. Dans le cancer de la prostate, le CCL5 libéré par les macrophages associés aux tumeurs améliorent les métastases en activant la voie STAT3-β-caténine, tandis que l'inhibition du CCL5 dans les macrophages associés eu tumeur réduit la croissance tumorale et les métastases. Les macrophages induits par le cisplatine favorisent la progression tumorale et les métastases dans le cancer de l'ovaire via l'axe CCL20-CCR6, qui peuvent être ciblés thérapeutiquement pour réduire les métastases induites par les médicaments dans le cancer de l'ovaire à un stade avancé. Une autre étude récente a souligné l’importance des macrophages associés aux tumeurs exprimant la protéine Wnt-5a en tant que nouvelle cible thérapeutique pour lutter contre les métastases du cancer colorectal. Les cellules métastatiques utilisent la voie CCL2-CCR2 pour attirer les monocytes et les différencier en macrophages associés aux métastases qui soutiennent la survie des cellules tumorales et les métastases en supprimant les cellules T et, de manière intéressante, en supprimant le recrutement des macrophages associés aux métastases, réduisant ainsi les métastases et prolongeant la survie des animaux. ce qui implique qu'ils pourraient être utilisés comme cibles thérapeutiques,. Il a été démontré que CD11b-CD18, intégrines dérivées d'exosomes de macrophage de type 2, accélèrent le caractère invasif et les métastases des cellules cancéreuses en augmentant l'expression de métalloprotéase matricielle 9, tandis que l'inhibition de cet axe réduit les métastases stimulées par les macrophages dans le carcinome hépatocellulaire. Les macrophages associés aux tumeurs peuvent inhiber les cytokines pro-apoptotiques telles que le ligand induisant l'apoptose lié au facteur de nécrose tumorale en régulant les voies PI3k/Akt dans les cellules cancéreuses, et l'activation du récepteur TRAIL entrave le maintien et la survie des macrophages associés au tumeur, réparer le système immunitaire et tuer les cellules leucémiques. Les exosomes dérivés des macrophages M2 propagent le cancer en transférant des micro-ARN dans les cellules cancéreuses, notamment les cellules du cancer colorectal et de l'adénocarcinome canalaire pancréatique. De plus, les macrophages associés au tumeur sécrètent également plusieurs enzymes, comme l'oxyde nitrique synthase, la cyclooxygénase 2 et les métalloprotéases matricielles, qui augmentent toutes l'angiogenèse par dégradation de la matrice et l'invasion des cellules endothéliales.

### Dans la tolérance immunologique de la tumeur
L'immunosuppression est la caractéristique clé de la biologie du macrophage associé aux tumeurs.
Dans les tumeurs, la plupart des macrophages nouvellement différenciés proviennent de cellules monocytaires dérivées de la moelle osseuse et la population de cellules monocytaires est composée de monocytes classiques et de cellules myéloïdes suppressives monocytaires (M-MDSC), qui se différencient en macrophages immunosuppresseurs et ont été identifiées dans les tumeurs de patients et de souris et jouent un rôle crucial dans la régulation négative des réponses immunitaires. Les cellules myéloïdes suppressives libèrent de l'interleukine 10 pour réguler négativement la sécrétion d'interleukine 12 par les macrophages, tandis que les macrophages induisent à leur tour une augmentation de l'interleukine 10 par les cellules myéloïdes suppressives, ce qui diminue l'interleukine 6 et le facteur de nécrose tumorale dans les macrophages et oriente donc l'immunité vers une tumeur favorisant la réponse de type macrophage M2.
Diverses cytokines sont également impliquées dans la fonction immunosuppressive médiée par les cellules myéloïdes suppressives monocytaires et les macrophages associés aux tumeurs. Pour faciliter l'évasion immunitaire dans le mélanome, l'interleukine 1 peut recruter des cellules myéloïdes suppressives monocytaires pour promouvoir la programmation immunosuppressive du macrophage associé aux tumeurs via la voie IL-1R-MYD88-Tet2. La fonction immunosuppressive des macrophages est largement dépendent de la nature de leurs précurseurs qui pourraient être l’élément important dans la caractérisation et le ciblage de l’activité des macrophages. Malgré la nature pro-tumorigène des macrophages associés aux tumeurs, ils peuvent phagocyter des cellules tumorales, induire l'apoptose tumorale en sécrétant du monoxyde d'azote, des dérivés réactifs de l'oxygène, de l'interleukine 12, qui favorisent les réponses antitumorales et limitent le développement tumoral dans certaines circonstances, ce qui suggère que les effets immunosuppresseurs et immunostimulateurs TAM peut résider dans la même tumeur.
Les médiateurs sécrétés par les macrophages associés aux tumeurs activent les lymphocytes infiltrant les tumeurs tels que les cellules lymphocytes T auxiliaires, lymphocytes T régulateurs, l'interleukine 10 et le facteur de croissance transformant bêta.
Le recrutement des cellules lymphocytes T régulateurs dans le micro-environnement tumoral est facilité par les chimiokines telles que CCL2, CCL3, CCL4, CCL5, CCL18 et CCL20. CCL18 améliore le recrutement des lymphocytes T régulateurs dans la tumeur ; en revanche, le blocage de CCL18 inhibe la migration des lymphocytes T régulateurs et supprime la croissance tumorale.
Au cours de la progression tumorale, la transition des cellules endothéliales vers l'état mésenchymateux génère des fibroblastes associés aux cancers qui sécrètent HSP90α pour stimuler la polarisation M2 et maintenir un microenvironnement immunosuppresseur. Le CD24 sur les cellules cancéreuses interagit avec la lectine 10 de type Ig (Siglec-10) liant l'acide sialique, exprimée par les macrophages associés aux tumeurs, pour faciliter l'évasion immunitaire des cellules tumorales dans le cancer de l'ovaire et du sein. Le complexe majeur d'histocompatibilité de classe I exprimé par les cellules cancéreuses se lie aux immunoglobulines leucocytaires (LILRB1 Leukocyte immunoglobulin-like receptor subfamily B member 1) sur les macrophages associés aux tumeurs et inhibe la phagocytosedes cellules cancéreuses. La perturbation du MHC-1 ou du LILRB1 améliore la phagocytose des cellules cancéreuses.
Ainsi, comprendre la régulation du macrophage associé aux tumeurs au niveau moléculaire est nécessaire et essentiel au développement de stratégies ciblées sur les tumeurs.

### Dans la résistance au traitement
Diverses études ont révélé une population élevée de macrophages associés au tumeur après des traitements anticancéreux . La démonstration que la suppression du macrophage colony-stimulating factor peut guérir la chimiorésistance des cellules cancéreuses du sein dans des modèles animaux a été la première observation montrant que les macrophages associés au tumeur pourraient jouer un rôle dans la médiation de la résistance à la chimiothérapie. Des études récentes ont montré une infiltration accrue de macrophages associés au tumeur après un traitement par gemcitabine, ce qui a diminué l'impact thérapeutique des médicaments dans l'adénocarcinome canalaire pancréatique, et a montré une réponse thérapeutique améliorée à la gemcitabine après épuisement des macrophages. Les macrophages expriment l'interleukine 6, le facteur de nécrose tumorale et la cathepsine B pour activer les voies STAT3 dans les cellules tumorales, ce qui augmente la prolifération et la survie des cellules cancéreuses traitées avec divers produits chimiothérapeutiques. Une étude récente a montré une expression aberrante de la glutathion S-transférase P1 dans les macrophages associés au tumeur de patientes atteintes d'un cancer du sein, ce qui a stimulé la libération d'interleukine 6 en inactivant la voie NF-κB (100). Un autre mécanisme à la base de la chimiorésistance a été découvert : la transition épithéliale à mésenchymateuse, qui peut être déclenchée par les macrophages,. Une expression élevée de CCL2 a toujours été associée à une infiltration de macrophages, qui a récemment été observée comme induisant une résistance au tamoxifène en activant la voie de signalisation PI3K/AKT dans le cancer du sein. Il a été observé que les macrophages associés au tumeur améliorent la glycolyse et l'hypoxie dans le cancer du poumon et entravent l'efficacité du PD-L1. Les micro-ARNs dérivés des macrophages associés au tumeur confèrent également une résistance aux médicaments et une évasion immunitaire dans divers cancers,, et l'inhibition de l'activité des micro-ARNs dans les macrophages associés au tumeur favorise une réponse immunitaire antitumorale. Les macrophages associés au tumeur contribuent à la résistance aux médicaments en se polarisant vers un phénotype protumoral et en exerçant des signaux anti-apoptotiques dans les cellules cancéreuses.

## Rôle dans le pronostic
Plusieurs chercheurs ont étudié le rôle des macrophages associés aux tumeurs chez les patientes atteintes d'un cancer solide et ont découvert qu'une densité plus élevée était associée de manière significative à une survie globale défavorable dans les cancers du sein, du poumon, du foie, de la vessie, de la prostate et de l'ovaire, bien que des guérissons sans récidive ait été observée dans le sein. et cancer du foie,,,. Une méta-analyse a montré que les patients présentant une densité plus élevée de macrophage associés aux tumeurs avaient une mortalité 1,15 fois plus élevée. En ce qui concerne les paramètres clinicopathologiques, une densité élevée de macrophages associé aux tumeurs est positivement corrélée au stade tumoral avancé, au stade TNM plus élevé, au grade histologique sévère, à la présence d'une invasion lymphovasculaire et de métastases dans divers cancers,,,. Par exemple, dans le cancer du sein, une densité élevée de macrophages associés aux tumeurs était positivement corrélée à une grande taille de tumeur, au statut des récepteurs d'œstrogène/progestérone, au grade histologique, au phénotype basal et à l'invasion vasculaire. Ensemble, ces études suggèrent que les macrophages associés aux tumeurs peuvent être utilisés comme marqueurs diagnostiques et pronostiques et peuvent également être exploités comme outils de prédiction des résultats cliniques des patients atteints de cancer.